# Lawsons Scheinzypresse
Lawsons Scheinzypresse (Chamaecyparis lawsoniana) ist eine immergrüne Pflanzen-Art aus der Gattung der Scheinzypressen (Chamaecyparis) innerhalb der Familie der Zypressengewächse (Cupressaceae). Sie wurde nach dem schottischen Botaniker Peter Lawson benannt. Sie wird auch Oregonzeder genannt. 

## Beschreibung

### Habitus

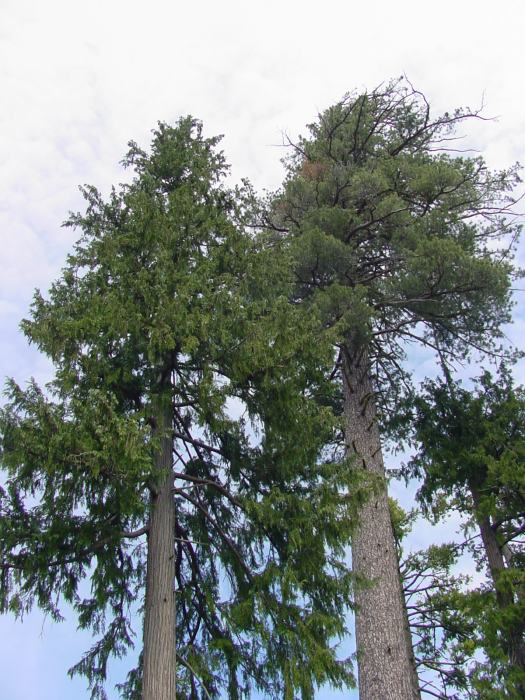
Ausgewachsene Bäume

Lawsons Scheinzypresse ist ein immergrüner, ein- oder mehrstämmiger Baum, der in seiner Heimat Wuchshöhen von meist 50, selten bis zu 65 Metern und Stammdurchmesser (BHD) von bis zu 300 Zentimetern, in Europa aber nur Wuchshöhen von 30 Metern erreicht. Sie ist damit die größte Art der Gattung der Scheinzypressen (Chamaecyparis). Das Höchstalter liegt bei rund 600 Jahren. Ein Artkennzeichen sind die überhängenden Gipfeltriebe und die farnwedelartigen, in gleicher Ebene ausgerichteten Zweige. Die Hauptäste sind stets abwärts gerichtet. Lawsons Scheinzypresse bildet keine Pfahlwurzel aus, ist aber in der Lage an horizontal verlaufenden Lateralwurzeln Senker zu bilden.

### Belaubung
Die sehr kleinen schuppenartigen Blätter sind kreuzgegenständig angeordnet und liegen den Zweigen eng an. Die Größe und Gestalt der Blätter variiert je nach Zweigordnung und Wuchskraft. Die Kantenblätter werden zwischen 1,6 und 4 Millimeter lang und haben freie Spitzen. Die meist rautenförmigen Flächenblätter erreichen nur 70 bis 90 % dieser Größe. Sie weisen an der Oberseite eine Harzdrüse auf. Die inneren Blätter werden von den äußeren verdeckt was dazu führt, dass auf den blatttragenden Zweigen eine x-förmige, weiße Markierung entsteht. Die Blätter an der Oberseite dieser Zweige sind dunkelgrün, die auf der Unterseite hell- bis graugrün. Sie verbleiben bis zu 3 Jahre am Baum, ehe sie abfallen.

### Rinde

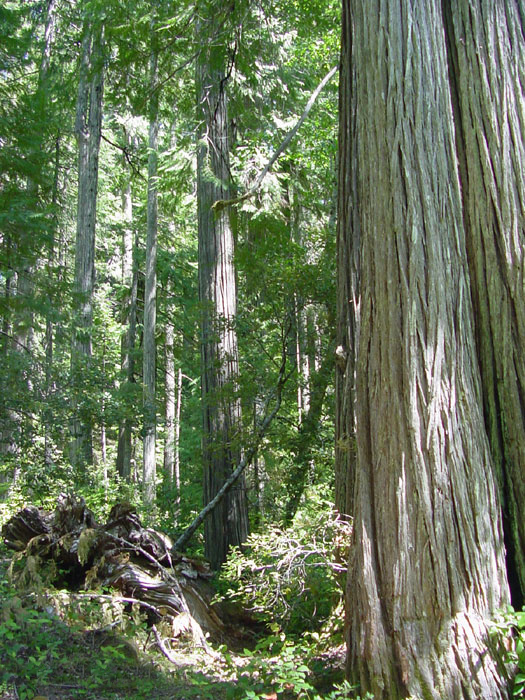
Stämme

Die Altbäume haben eine dunkel-rotbraune Borke, die sich in Streifen ablöst. Sie kann in Bodennähe bis zu 25 Zentimeter dick werden.

### Holz
Das weiße Splintholz unterscheidet sich farblich kaum vom cremig-weißen Kernholz. Die Jahresringe sind undeutlich. Das Holz ist sehr leicht und geradfaserig. Es weist keinerlei Harzkanäle auf. Die Rohdichte bei einer Holzfeuchte von 12 % liegt bei 0,426 g/cm³. Das Holz lässt sich leicht bearbeiten und ist äußerst widerstandsfähig gegen Insekten, Pilze und ätzende Substanzen.

### Blüten, Zapfen und Samen

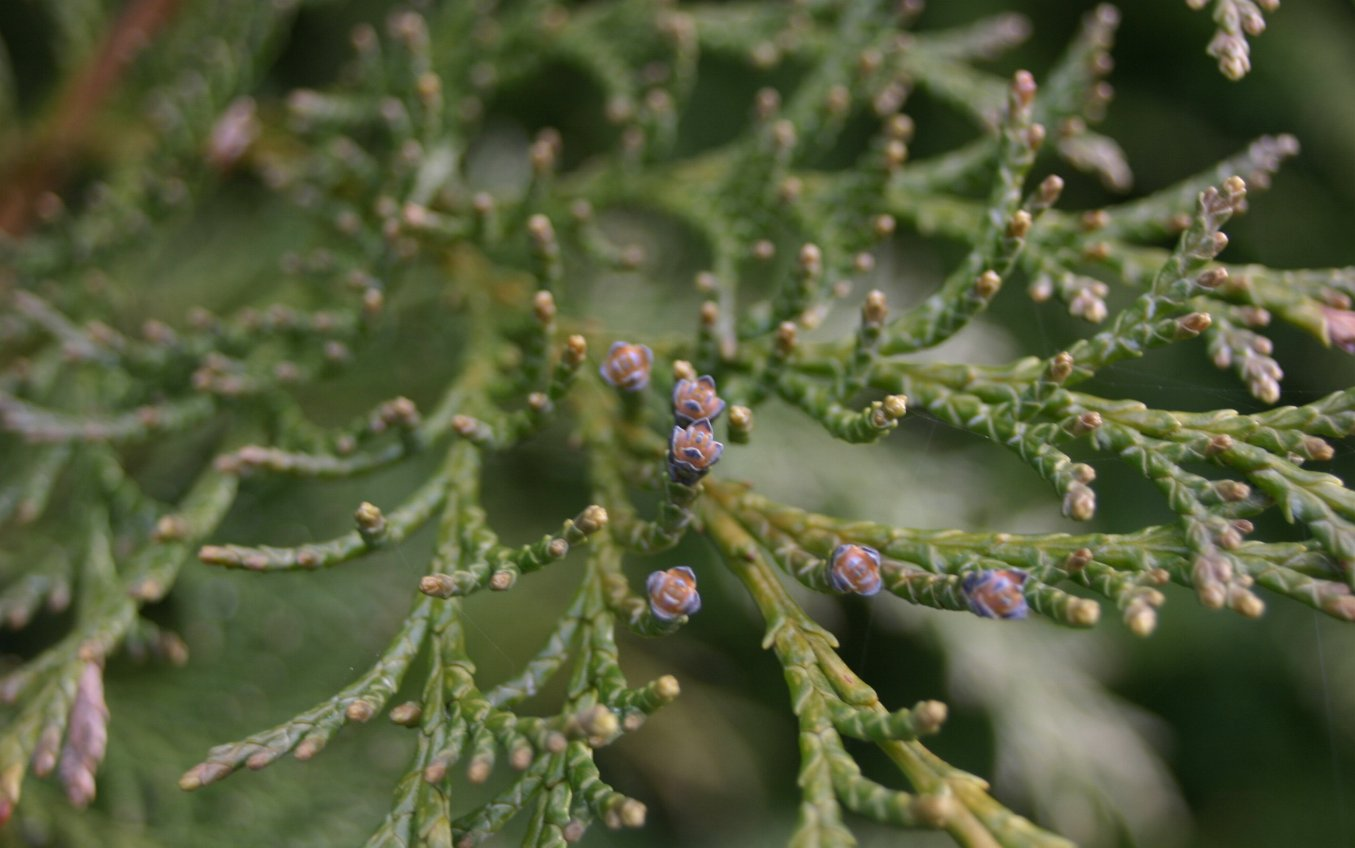
Weibliche Blütenzapfen

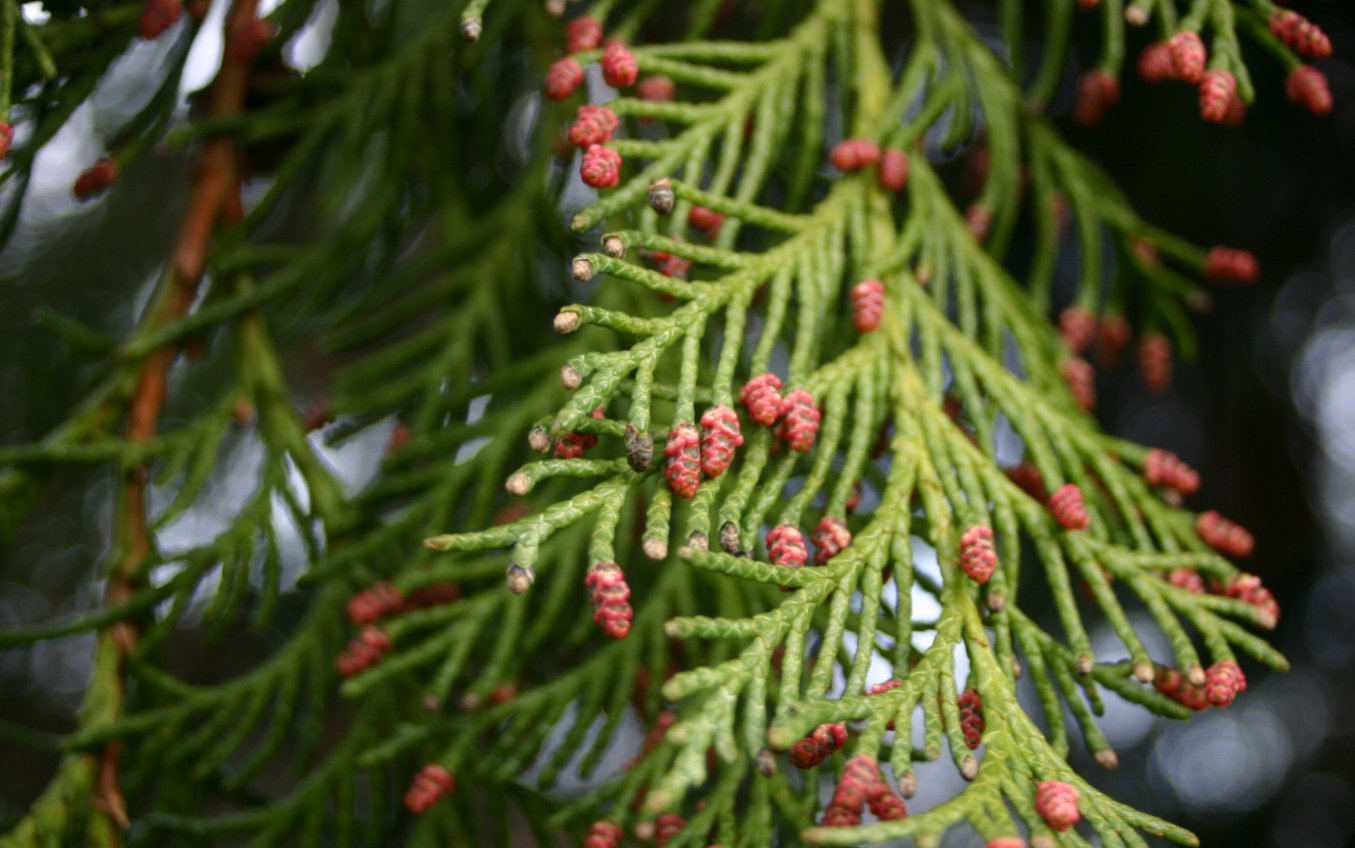
Männliche Blütenzapfen

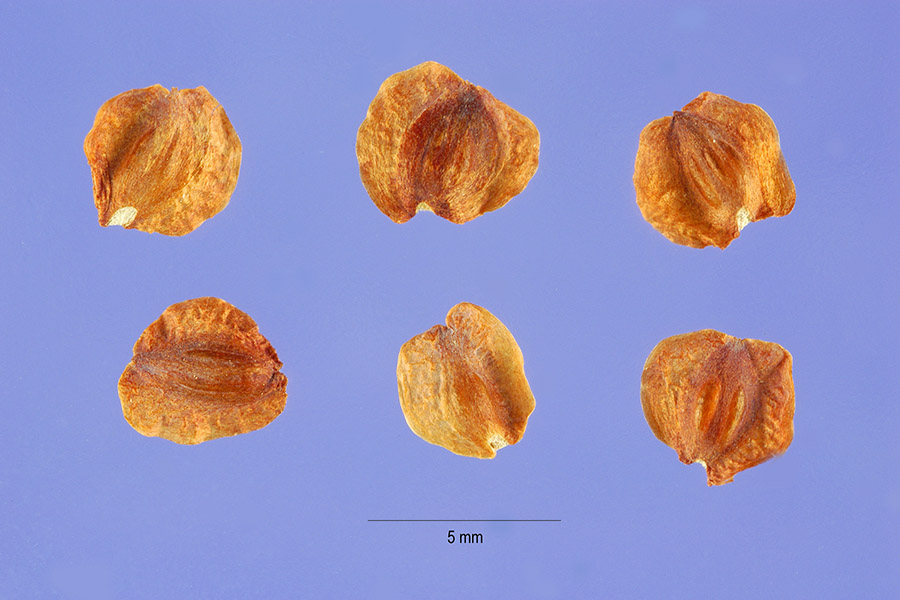
Samen

Lawsons Scheinzypresse ist einhäusig (monözisch). Sowohl die männlichen als auch die weiblichen Blütenzapfen befinden sich an den Enden desselben Zweiges. Die männlichen Zapfen sind karminrot und 2 × 3 Millimeter groß. Die weiblichen Blütenzapfen sind bläulich bis purpurfarben und kugelig. Sie werden rund 5 Millimeter groß. Bis zur Reife benötigen die kugeligen Zapfen 6 bis 7 Monate; sie sind dann rotbraun und weisen einen Durchmesser von 8 bis 12 Millimeter auf. Sie besitzen acht bis zehn (selten sechs bis acht) Zapfenschuppen mit je zwei bis vier Samen. Der kastanienbraune Same ist 2 bis 5 Millimeter groß; sein unregelmäßig geformter Flügel ist mindestens genauso breit wie das Samenkorn.

### Chromosomenzahl
Die Chromosomenzahl beträgt 2n = 22.

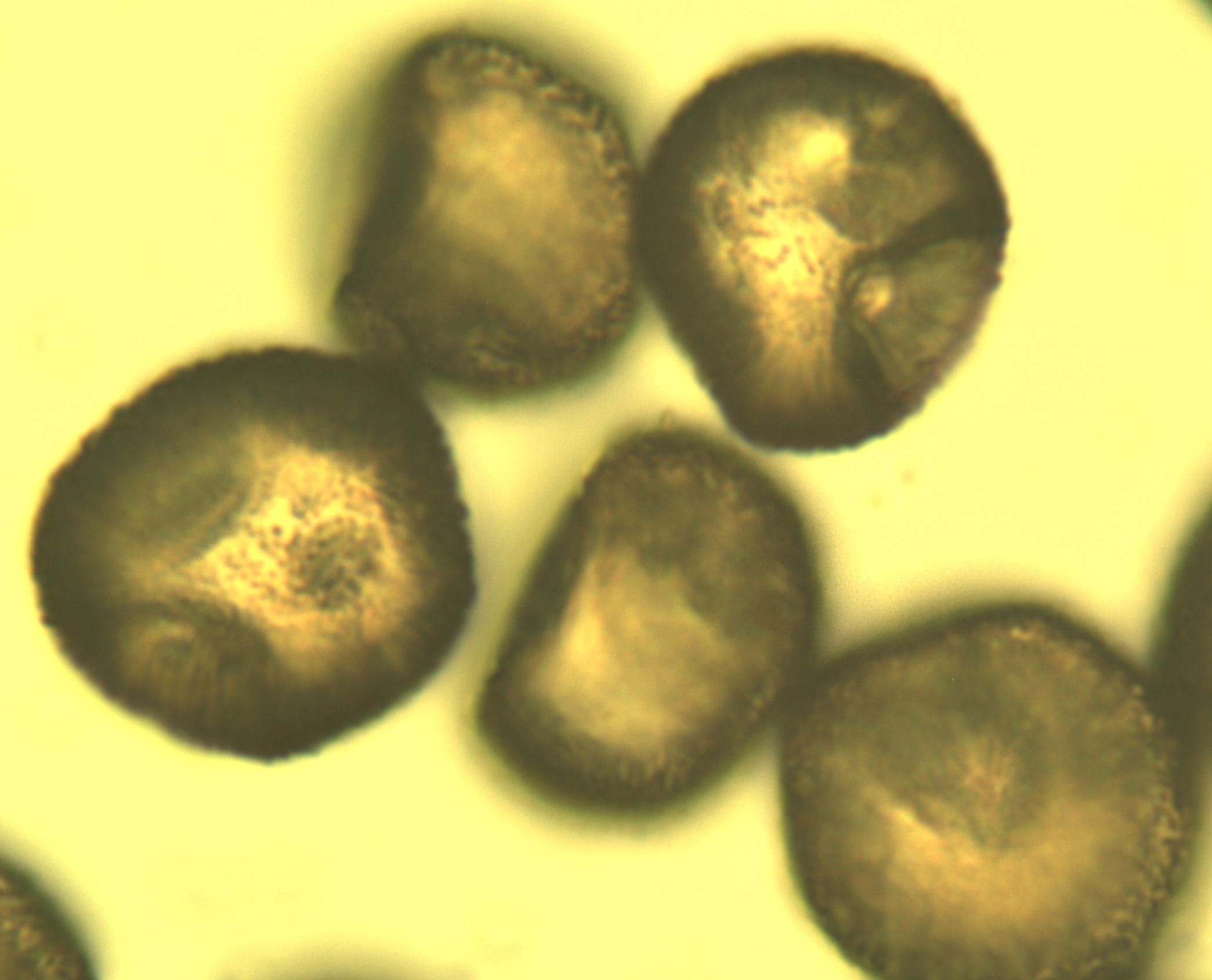
Pollen der Lawsons Scheinzypresse (400×)

## Verbreitung und Standort
Das ursprüngliche Verbreitungsgebiet (Primärareal) von Lawsons Scheinzypresse liegt an der Westküste der USA – in Südwest-Oregon und Nordwest-Kalifornien. Man findet sie von 0 bis 1950 m Seehöhe. Die Niederschlagsmenge liegt zwischen 1.000 und 2.200 Millimetern pro Jahr. Sie verträgt Temperaturen von bis zu −15 °C und kommt mit starker Beschattung zurecht. Meist bildet sie dort Reinbestände. In Europa und in Neuseeland tritt sie auch als Neophyt auf.

## Krankheiten und Schädlinge
Im natürlichen Verbreitungsgebiet heimische Schadinsekten und Krankheiten richten nur wenig Schaden an. Gelegentlich kommt es zu Ausfällen die durch Borkenkäfer der Gattung Phloesinus ausgelöst werden.
Problematisch hat sich jedoch die Einschleppung des Pilzes Phytophthora lateralis in den 1950er Jahren erwiesen. Er befällt die Feinwurzeln und tötet das Kambium an der Stammbasis ab, so dass der Baum verwelkt. Es besteht keine natürliche Resistenz und keine Möglichkeit der chemischen Bekämpfung.
Als abiotische Schadfaktoren werden Dürre und Winterkälte genannt. Jungbäume reagieren empfindlich auf Waldbrände.

## Nutzung
Das hellgelbe, harzfreie Holz wird für Boote, Masten und Möbel verwendet. In seiner Heimat findet es zudem Verwendung im Hausbau und zur Herstellung von Pfeilen. In Europa wird Lawsons Scheinzypresse als Zierbaum gepflanzt und wurde in vielen Gebieten seit Mitte des 19. Jahrhunderts eingebürgert; mittlerweile gibt es wild wachsende Vorkommen. Es sind viele Sorten in Kultur.

## Systematik

### Zuchtformen (Auswahl)

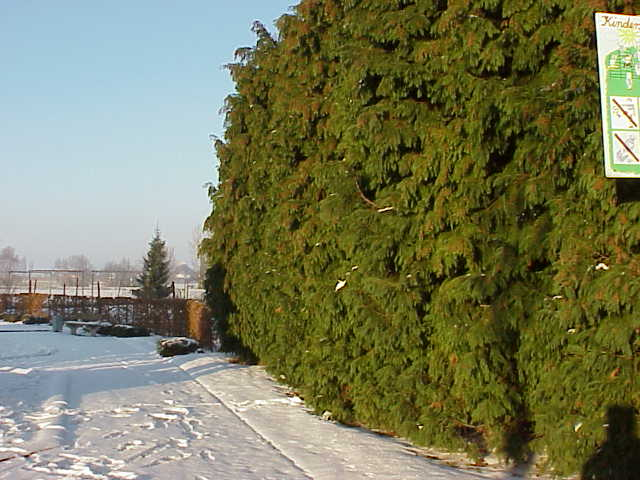
Hecke aus Lawsons Scheinzypressen (Chamaecyparis lawsoniana)

In Europa sind über 200 Sorten im Handel. Hier eine Auswahl:
- ‚Alumii‘: Eine sehr bekannte Sorte; sie wird etwa 3 bis 4,5 Meter hoch und wächst schmal säulenförmig. Die dicht stehende Belaubung ist blau bereift.
- ‚Argentea Compacta‘: Eine Zwergform mit panaschierten Blättern.
- ‚Aurea‘: Mit goldgelben Blättern.
- ‚Aurea Densa‘: Mit goldgelben Blättern.
- ‚Blue Gem‘: mit hellblauen Blättern. wächst 1,5 bis 2 m in 10 Jahren.[4]
- ‚Croftway‘: Die Blätter sind anfangs grau, später dunkelgrün.
- ‚Ellwoodii‘: Kleinwüchsig mit kegelförmigem Wuchs und blaugrünen Blättern.
- ‚Erecta‘: Diese Sorte wird etwa 10 Meter hoch; sie wächst schmal kegelförmig. Die Blätter sind hellgrün.
- ‚Erecta Aurea‘: Der Sorte ‚Erecta‘ ähnlich, aber mit leuchtend gelben Blättern.[5]
- ‚Fletcheri‘: Eine langsam wüchsige Form mit graublauen Blättern, die jung annähernd nadelförmig sind.
- ‚Glauca‘: Mit blaugrauen Blättern.
- ‚Golden Wonder‘: hat ganzjährig goldgelbe Blätter.
- ‚Green Globe‘: Eine nur 45 Zentimeter Höhe erreichende Zwergform, die ein dichtes, kugeliges Polster bildet und feine, dunkelgrüne Blätter besitzt.
- ‚Lane‘: Eine schlank säulenförmig wachsende Form. Ihre frisch ausgetriebenen Blätter sind zunächst zitronengelb und werden im Winter bronzefarben bis goldgelb.
- ‚Lemon Queen‘: Mit blass gelben Blättern.
- ‚Pembury Blue‘: Eine Form mit überhängenden Zweigen und silbrig-blauer Belaubung.
- ‚Stewartii‘: Eine schnell wüchsige Form die 4 bis 8 Meter hoch wird. Sie hat dichte, überhängende Zweige und eine auffällig goldgelbe Belaubung, die im Winter grüngelb wird.[6]
- ‚Wisselii‘: Diese Form erreicht Wuchshöhen von bis zu 25 Metern. Sie wächst schlank kegelförmig und besitzt blaugrüne Blätter.
- ‚Winston Churchill‘: Eine Form mit kegelförmigem Wuchs und goldgelber Belaubung.[7]